# 430-km-Rennen von Suzuka 1991

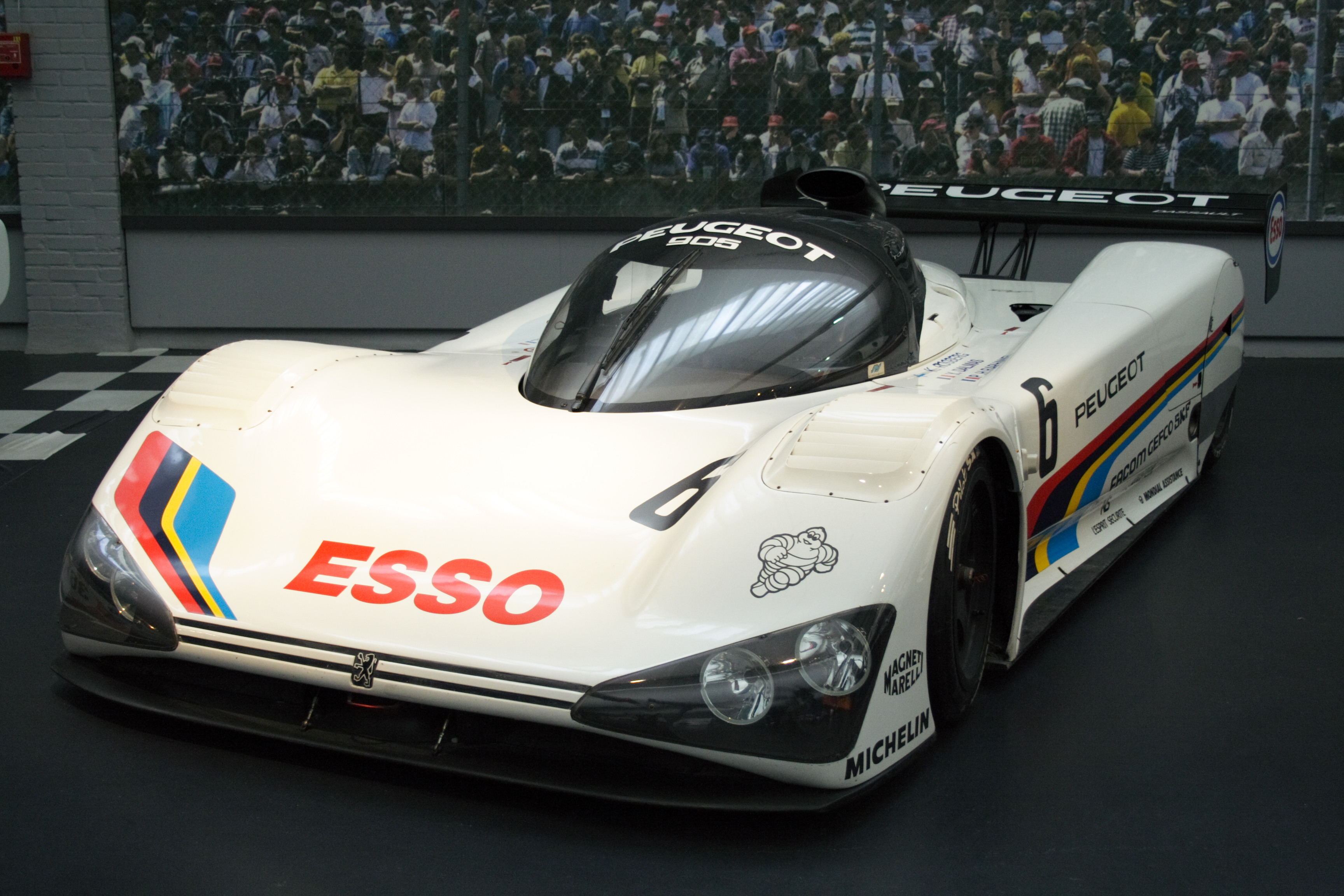
Erster Rennsieg für den Peugeot 905, am Bild der ausgefallene Wagen von Keke Rosberg und Yannick Dalmas

Das 430-km-Rennen von Suzuka 1991, auch FIA SWC - Fuji Film Cup, Suzuka Circuit, fand am 14. April auf dem Suzuka International Racing Course statt. Das Rennen war der erste Wertungslauf der Sportwagen-Weltmeisterschaft dieses Jahres.

## Das Rennen
1991 wurde die Distanz der Weltmeisterschaftsrennen erneut angepasst und um 50 Kilometer verkürzt. Bernie Ecclestone hatte die Veranstaltungs- und Vermarktungsrechte der Rennserie übernommen und wollte die Fahrzeit der Rennen an die der Formel-1-Weltmeisterschaft anpassen, um dadurch kurze Übertragungszeiten für Fernsehsender zu erreichen.
Für die Rennmannschaft von Peugeot begann in Suzuka die erste komplette Rennsaison mit dem Peugeot 905. Nach ersten Einsätzen bei den letzten Rennen der Saison 1990 wurden die Einsatzwagen bei ausgiebigen Testfahrten auf dem Circuit Paul Ricard auf den Renneinsatz vorbereitet. Auch Sauber fuhr mit dem Mercedes-Benz C11 und dem neuen C291 tausende Testkilometer auf der südfranzösischen Rennbahn. Sein Renndebüt gab in Suzuka der Jaguar XJR-14 mit dem 3,5-Liter-Ford-HB-Motor aus dem Benetton B190. Die einzigen japanischen Starter waren die Mazda 787B von Mazdapeed.
Fahrerweltmeister Mauro Baldi hatte Sauber verlassen und bildete nun bei Peugeot ein Team mit Philippe Alliot. Den zweiten 905 steuerten Keke Rosberg und Yannick Dalmas. Der zweite Vorjahresweltmeister, Jean-Louis Schlesser, bestritt das Rennen im C11 gemeinsam mit Jochen Mass. Im C291 kamen die beiden Nachwuchsfahrer Karl Wendlinger und Michael Schumacher zum Einsatz. Beim von Tom Walkinshaw geführten Jaguar-Team teilten sich die drei Fahrer Derek Warwick, Martin Brundle und Teo Fabi zwei XJR-14.
Die im Training schnellen Jaguar bekamen im Rennen rasch Probleme. Martin Brundle musste den XJR-14 mit der Nummer 4 schon nach vier Runden mit einem Elektrikschaden am Streckenrand abstellen. Beim zweiten Jaguar musste der Startermotor getauscht werden. Der Wagen kam zwar ins Ziel, wurde aber mangels zurückgelegter Distanz nicht gewertet. Der C291 von Wendlinger und Schumacher musste nach einem Wagenbrand beim Boxenstopp abgestellt werden. Der Peugeot 905 von Rosberg und Dalmas hatte einen Motorschaden. Das Rennen endete mit einem überraschenden Peugeot-Erfolg, den die eigene Teamleitung nicht erwartet hatte. Aber der Vorsprung von fast zwei Runden auf den Mercedes von Schlesser und Mass ermöglichte es Philippe Alliot im letzten Renndrittel deutlich das Renntempo zu reduzieren, um den Motor zu schonen.

## Ergebnisse

### Schlussklassement
| 1                  | Cat. 1 | 5  | Peugeot Talbot Sport   | Mauro Baldi Philippe Alliot              | Peugeot 905        | 74 |
| 2                  | Cat. 2 | 1  | Team Sauber Mercedes   | Jean-Louis Schlesser Jochen Mass         | Mercedes-Benz C11  | 73 |
| 3                  | Cat. 2 | 11 | Porsche Kremer Racing  | Manuel Reuter Harri Toivonen             | Porsche 962 CK6    | 72 |
| 4                  | Cat. 1 | 8  | Euro Racing            | Cor Euser Charles Zwolsman senior        | Spice SE90C        | 72 |
| 5                  | Cat. 2 | 12 | Courage Compétition    | George Fouché Steven Andskär             | Porsche 962C       | 71 |
| 6                  | Cat. 2 | 18 | Mazdaspeed             | Dave Kennedy Maurizio Sandro Sala        | Mazda 787B         | 71 |
| 7                  | Cat. 2 | 17 | Repsol Brun Motorsport | Massimo Sigala Jesús Pareja              | Porsche 962C       | 70 |
| 8                  | Cat. 2 | 13 | Courage Compétition    | Paolo Barilla Eje Elgh                   | Porsche 962C GTi   | 66 |
| 9                  | Cat. 2 | 14 | Team Salamin Primagaz  | Max Cohen-Olivar Antoine Salamin         | Porsche 962C       | 66 |
| Nicht klassiert    |        |    |                        |                                          |                    |    |
| 10                 | Cat. 1 | 3  | Silk Cut Jaguar        | Derek Warwick                            | Jaguar XJR-14      | 64 |
| 11                 | Cat. 2 | 58 | Mazdaspeed             | Takashi Yorino Yōjirō Terada             | Mazda 787          | 64 |
| Disqualifiziert    |        |    |                        |                                          |                    |    |
| 12                 | Cat. 2 | 16 | Repsol Brun Motorsport | Oscar Larrauri                           | Porsche 962C       | 71 |
| Ausgefallen        |        |    |                        |                                          |                    |    |
| 13                 | Cat. 1 | 6  | Peugeot Talbot Sport   | Keke Rosberg Yannick Dalmas              | Peugeot 905        | 36 |
| 14                 | Cat. 1 | 2  | Team Sauber Mercedes   | Karl Wendlinger Michael Schumacher       | Mercedes-Benz C291 | 21 |
| 15                 | Cat. 1 | 4  | Silk Cut Jaguar        | Martin Brundle Teo Fabi                  | Jaguar XJR-14      | 4  |
| Nicht gestartet    |        |    |                        |                                          |                    |    |
| 16                 | Cat. 1 | 5T | Peugeot Talbot Sport   | Mauro Baldi Philippe Alliot Keke Rosberg | Peugeot 905        | 1  |
| 17                 | Cat. 1 | 8T | Euro Racing            | Charles Zwolsman senior                  | Spice SE90C        | 2  |
| 18                 | Cat. 2 | 1T | Team Sauber Mercedes   |                                          | Mercedes-Benz C11  | 3  |
| Nicht qualifiziert |        |    |                        |                                          |                    |    |
| 19                 | Cat. 1 | 7  | Louis Descartes        | Philippe de Henning                      | ALD C91            | 4  |
| 20                 | Cat. 2 | 15 | Veneto Equipe SRL      | Andrea Filippini Marco Brand             | Lancia LC2         | 5  |

1 Ersatzwagen
2 Ersatzwagen
3 Ersatzwagen
4 Technischer Defekt im Qualifikationstraining
5 Unfall im Qualifikationstraining

### Nur in der Meldeliste
Hier finden sich Teams, Fahrer und Fahrzeuge, die ursprünglich für das Rennen gemeldet waren, aber aus den unterschiedlichsten Gründen daran nicht teilnahmen.
| Pos. | Klasse | Nr. | Team       | Fahrer                        | Chassis      |
| ---- | ------ | --- | ---------- | ----------------------------- | ------------ |
| 21   | Cat. 2 | 19  | Team Davey | Desiré Wilson Tim Lee-Davey   | Porsche 962C |
| 22   | Cat. 2 | 20  | Team Davey | Beppe Gabbiani Claudio Langes | Porsche 962C |

### Klassensieger
| Klasse | Fahrer               | Fahrer          | Fahrzeug              | Platzierung im Gesamtklassement |
| ------ | -------------------- | --------------- | --------------------- | ------------------------------- |
| Cat. 1 | Mauro Baldi          | Philippe Alliot | Peugeot 905 Evo 1 Bis | Gesamtsieg                      |
| Cat. 2 | Jean-Louis Schlesser | Jochen Mass     | Mercedes-Benz C11     | Rang 2                          |

### Renndaten
- Gemeldet: 22
- Gestartet: 15
- Gewertet: 9
- Rennklassen: 2
- Zuschauer: 45000
- Wetter am Renntag: sonnig, kalt und trocken
- Streckenlänge: 5,859 km
- Fahrzeit des Siegerteams: 2:25:01,688 Stunden
- Gesamtrunden des Siegerteams: 72
- Gesamtdistanz des Siegerteams: 433,640 km
- Siegerschnitt: 176,031 km/h
- Pole Position: Martin Brundle – Jaguar XJR-14 (#3) – 1:48,084 = 195,148 km/h
- Schnellste Rennrunde: Derek Warwick – Jaguar XJR-14 (#3) – 1:49,148 = 193,246 km/h
- Rennserie: 1. Lauf zur Sportwagen-Weltmeisterschaft 1991